# An-Naghnaghijja
An-Naghnaghijja (arab. النغْنغية) – nieistniejąca już arabska wieś, która była położona w Dystrykcie Hajfy w Mandacie Palestyny. Wieś została wyludniona i zniszczona podczas wojny domowej w Mandacie Palestyny, po ataku sił żydowskiej Hagany w dniu 12 kwietnia 1948 roku.

## Położenie
An-Naghnaghijja leżała na wschodnich zboczach wzgórz Wyżyny Manassesa, powyżej Doliny Jezreel. Wieś była położona na wysokości 100 m n.p.m., w odległości 28 kilometrów na południowy wschód od miasta Hajfa. Według danych z 1945 do wsi należały ziemie o powierzchni 1213,9 ha. We wsi mieszkało wówczas 1130 osób.
| Własność gruntów | Powierzchnia gruntów [ha] |
| ---------------- | ------------------------- |
| Arabowie         | 1160,7                    |
| Żydzi            | –                         |
| publiczne        | 53,2                      |
| Razem            | 1213,9                    |

## Historia
Nie jest znana data założenia wioski. W okresie panowania osmańskiego, w 1888 roku we wsi wybudowano szkołę podstawową dla chłopców. W wyniku I wojny światowej, w 1918 roku cała Palestyna przeszła pod panowanie Brytyjczyków, którzy utworzyli Mandat Palestyny. W okresie panowania Brytyjczyków An-Naghnaghijja była dużą wsią.

Przyjęta 29 listopada 1947 roku Rezolucja Zgromadzenia Ogólnego ONZ nr 181 zakładała podział Palestyny na dwa państwa: żydowskie i arabskie. Plan podziału przyznawał obszar wioski An-Naghnaghijja państwu żydowskiemu. Żydzi zaakceptowali plan podziału, jednak Arabowie doprowadzili dzień później do wybuchu wojny domowej w Mandacie Palestyny. Od samego początku wojny wieś była wykorzystywana przez arabskie milicje, które sparaliżowały żydowską komunikację w regionie. W dniu 4 kwietnia 1948 roku siły Arabskiej Armii Wyzwoleńczej zaatakowały pobliski kibuc Miszmar ha-Emek, rozpoczynając dziesięciodniową bitwę o Miszmar ha-Emek. Żydzi po odparciu napaści, zdołali przejść do kontrataku i 12 kwietnia zdobyli An-Naghnaghijję. Wysiedlono wówczas wszystkich jej mieszkańców, a następnie wyburzono domy .

## Miejsce obecnie
Teren wioski An-Naghnaghijja pozostaje opuszczony, a jej pola uprawne przejęły żydowskie osady Miszmar ha-Emek i Midrach Oz. Palestyński historyk Walid al-Chalidi, tak opisał pozostałości wioski An-Naghnaghijja: „Pozostałości domów są rozrzucone na zboczu jednego wzgórza. Przez teren przechodzi autostrada Hajfa-Megiddo”.